# Хапов, Заур Залимбиевич
Заур Залимович Ха́пов (род. 21 октября 1964, Нальчик) — советский и российский футболист, вратарь. Более всего проявил себя, выступая за владикавказскую «Аланию», в составе которой стал чемпионом России в 1995 году. Привлекался в состав сборной России, за которую сыграл три товарищеских матча (в 1994 году, один из них — неофициальный). В 2007 закончил обучение в высшей школе тренеров. Тренер московского «Локомотива».

## Биография
Родился 21 октября 1964 года в городе Нальчик, (Кабардино-Балкария). В день своего рождения 21.10.1995 г. впервые стал чемпионом России в составе Владикавказского «Спартак-Алания». 

### Личная жизнь
Отец работал в Приэльбрусье директором «Интуриста», был директором шахматного клуба «Ладья» в городе Нальчик. Хапов женат. Имеет дочь Лауру и сына Артура.

## Карьера игрока
Заур Хапов начинал заниматься футболом в спортивной школе Нальчика. Сначала играл в полузащите, а когда в школе не оказалось вратаря, встал в ворота. Тренировался под руководством Владимира Беляева и Анатолия Алдышева.
В 1982 был призван в армию, службу проходил, играя за СКА (Ростов-на-Дону). Затем вернулся в Нальчик и стал выступать за команду «Спартак», игравшую в то время во второй лиге чемпионата СССР.
По приглашению Константина Ивановича Бескова в 1987 году перешёл в московский «Спартак», однако из-за сильной конкуренции в основе сыграл лишь три матча в кубке Федерации. В следующем сезоне был отдан на полгода в аренду в ярославский «Шинник», игравший в первой лиге. По окончании срока аренды в связи с отъездом за границу основного вратаря спартаковцев Рината Дасаева мог стать претендентом на «первый пост», но по просьбе тренера тбилисского «Динамо» Давида Кипиани был продан в грузинский клуб. После выхода грузинских команд в 1990 году из числа участников союзного первенства, в составе тбилисцев стал чемпионом Грузии.
В следующем сезоне состоялось возвращение Хапова в чемпионат СССР в составе владикавказского клуба «Спартак», за который он отстоял полностью дебютный для владикавказцев сезон в высшей лиге. Всего в высшей лиге СССР сыграл 36 матчей, в которых пропустил 47 мячей.
Хапов был основным вратарём владикавказцев. В чемпионатах СССР и России он провёл свыше 200 матчей. В 1995 году стал обладателем золотых медалей чемпионата России, дважды становился серебряным призёром (в 1992 и 1996 годах). В 2000 году перешёл в московский «Локомотив», в котором присутствовал в заявке клуба 6 сезонов, однако за основной состав провёл всего 5 игр, выполняя роль дублёров Руслана Нигматуллина и Сергея Овчинникова.
Один из самых ярких своих матчей Заур Хапов провел 2 мая 1998 в составе Владикавказской "Алании" против ЦСКА в Москве. В той игре голов не было забито благодаря феноменальной игре голкипера гостей. По итогам встречи Заур Хапов получил наивысшую оценку в карьере от газеты "Спорт-Экспресс" - 8,5!
Всего в высшей лиге чемпионата России сыграл 204 матча (в 1999 году матч «Алания» — «Ротор», в котором Хапов принимал участие, не был доигран, и результат его аннулирован) в 65 из которых не пропускал голов.

## Тренерская карьера
По окончании карьеры стал работать в «Локомотиве» тренером вратарей, а в феврале 2007 года перешёл на аналогичную должность в пермский «Амкар». В декабре 2007 года Хапов вернулся в тренерский штаб московского «Локомотива», который возглавил Рашид Рахимов, руководивший в 2007 году командой «Амкар».
Тренировал «Спартак-Нальчик» и махачкалинский «Анжи», а 17 августа 2016 года был вновь назначен тренером вратарей «Локомотива».
4 апреля 2022 года назначен главным тренером «Локомотива».

## Достижения

### Командные
«Спартак» (Москва)
- Обладатель Кубка Федерации футбола СССР: 1987

«Иберия»
- Чемпион Грузии: 1990

«Спартак-Алания»
- Чемпион России: 1995

«Локомотив» (Москва)
- Обладатель Кубка России: 2000/01

### Личные
- В списке 33 лучших футболистов чемпионата России (3): № 2 — 1993, 1994, 1995
- Лучший вратарь чемпионата России по оценкам «Спорт-Экспресс»: 1994 (ср. оценка — 6,07)

## Награды
- Заслуженный работник физической культуры и спорта Кабардино-Балкарской Республики (5 августа 2021) — за большой вклад в развитие физической культуры и спорта, воспитание подрастающего поколения, многолетний добросовестный труд